# ادگار گیبسون
ادگار گیبسون (انگلیسی: Edgar Gibson; ۲۳ ژانویهٔ ۱۸۴۸ – ۸ مارس ۱۹۲۴) کشیش، و بازیکن فوتبال اهل بریتانیا بود.
از باشگاه‌هایی که در آن بازی کرده‌است می‌توان به باشگاه فوتبال واندررز اشاره کرد.